# سوق السمجة

سوق السمجة يوم 24 أيلول سنة 2006

سوق السمچة هو سوق شعبي من أسواق بغداد، ويقع في وسط منطقة سبع ابكار ويتالف من محلات تجارية قديمة تطل على شارع مزدحم بين محلة 340 شرقاً ومحلة 332 و 338غرباً.

## أصل التسمية
يبدأ شارع عثمان بن عفان من ساحة أحد، و بعد مسافة 1200 متر من تلك الساحة ينقسم قسمين مُكوّناً مفرق طرق، وفي أول المفرق بناية تشبه هيئة السمكة ذات عينين محفورتين، ولقد كانت البناية في عقد الثمانينيات مطعماً اسمه (مطعم وجدة). ثم تهدم المطعم وبني مقهى مكانه وزال أثر السمكة ولكن لا يزال الناس يسمونه سوق السمجة.

## البضائع
كان النشاط الأصلي والأساسي للسوق هو بيع المواد الغذائية والخضروات والفواكه وكل ذلك بالمفرد وليس بالجملة، وهو مقصد المتسوقين من أهل سبع ابكار وحي تونس والكريعات. والسوق في حركة امتداد مستمرة وقد تنوعت البضائع وصار فيها بعض المحلات التي تبيع الملابس، وفي عام 1996 قامت البلدية بتأجير ساحة جديدة، تقع مقابل مدرسة ناظم الطبقجلي من شارع السوق نفسه على شكل أكشاك ولقد كانت هذه الساحة امتداداً لسوق السمجة.

## طول السوق
طوله 350 متراً.